# Oswego (Kansas)
Oswego er en amerikansk by og administrativt centrum for det amerikanske county Labette County, i staten Kansas. I 2000 havde byen et indbyggertal på 2.046.

## Ekstern henvisning
- Wikimedia Commons har flere filer relateret til Oswego (Kansas)
- Oswegos hjemmeside (engelsk)

37°10′04″N 95°06′34″V / 37.1678°N 95.1094°V